# Gaddiholi, Gokak
Gaddiholi là một làng thuộc tehsil Gokak, huyện Belgaum, bang Karnataka, Ấn Độ.